# Consoante velar
Uma consoante velar ou simplesmente uma velar é uma consoante que, em sua pronúncia o obstáculo é formado pela aproximação ou o contato da língua com o palato mole, que por vezes é chamado de véu palatino.
As consoantes velares presentes na língua portuguesa são representadas pelas letras c, g e q como em cão, graveto e queijo, respectivamente.
Alguns processos fonológicos que podem acontecer com as consoantes velares são a palatalização, como na palavra quiabo, e a labialização, como em quatro.
A vibrante velar e o tepe velar não são consoantes possíveis segundo a Associação Fonética Internacional. Na posição velar, a língua tem uma capacidade muito restrita de executar o tipo de movimento associado a consoantes vibrantes ou tepes e o corpo da língua não é livre para se mover rápido o suficiente para produzir esses sons.

## Exemplos
| IPA | Descrição                        | Exemplo   | Exemplo    | Exemplo     | Exemplo     |
| IPA | Descrição                        | Idioma    | Ortografia | IPA         | Tradução    |
| --- | -------------------------------- | --------- | ---------- | ----------- | ----------- |
| ŋ   | Nasal velar                      | Português | manga      | [ˈmɐ̃ŋɡɐ]    | manga       |
| k   | Oclusiva velar surda             | Português | cão        | [ˈkɐ̃w̃]      | cão         |
| ɡ   | Oclusiva velar sonora            | Português | graveto    | [ɡɾaˈve.tu] | graveto     |
| x   | Fricativa velar surda            | Alemão    | Bauch      | [baʊx]      | abdômen     |
| ɣ   | Fricativa velar sonora           | Grego     | γάτα       | [ˈɣata]     | gato        |
| ʍ   | Fricativa labiovelar surda       | Inglês    | whine      | [ˈʍaɪn]     | lamentar-se |
| ɰ   | Aproximante velar sonora         | Coreano   | uisa       | [ɰisɐ]      | médico      |
| ʟ   | Aproximante lateral velar sonora | Wahgi     | aʟaʟe      | [aʟaʟe]     | tonto       |
| w   | Aproximante labiovelar sonora    | Inglês    | we         | [wi]        | nós         |
| kʼ  | Ejetiva velar                    | Archi     | кӀан       | [kʼan]      | fundo       |
| ɠ   | Implosiva velar sonora           | Sindhi    | g̈əro/ڳرو   | [ɠəro]      | pesado      |